# Ghazi Chaouachi

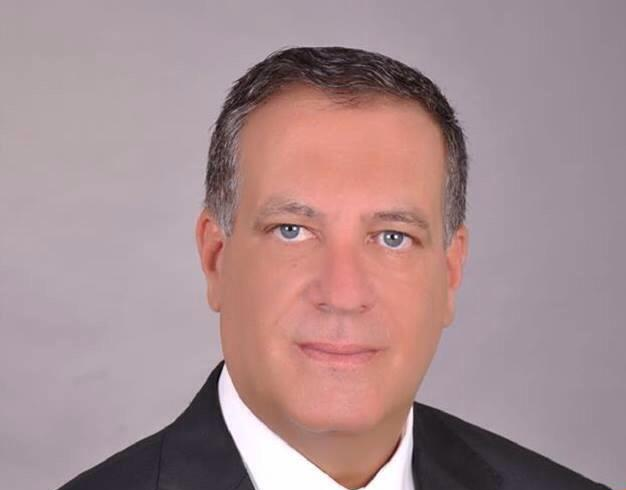
Ghazi Chaouachi

Ghazi Chaouachi (arabisch غازي الشواشي, DMG Ġāzī aš-Šawāšī; * 5. Februar 1963 in Le Bardo, Tunesien) ist ein tunesischer Anwalt und Politiker.

## Leben
Er wurde 2004 in die Volksrepräsentantenversammlung gewählt und ist Mitbegründer und derzeitiger Generalsekretär der Demokratischen Strömung.
Im Jahr 2020 wurde er Minister für Staatseigentum, Staatsangelegenheiten, Ausrüstung, Wohnungsbau und Raumplanung.